# مسجد هلاکو
مسجد هلاکو مربوط به دوره صفوی است و در شهرستان اردکان، روستای عقدا، محله هلاکو واقع شده و این اثر در تاریخ ۱۷ اسفند ۱۳۸۱ با شمارهٔ ثبت ۷۷۵۵ به‌عنوان یکی از آثار ملی ایران به ثبت رسیده است.